# Альварес Мартинес, Франсиско
Франси́ско Марти́нес А́льварес (исп. Francisco Álvarez Martínez; 14 июля 1925, Санта-Эулалия-де-Ферроньес, Испания — 5 января 2022, Мадрид, Испания) — испанский кардинал. Епископ Тарасоны с 13 апреля 1973 по 7 июля 1975. Апостольский администратор sede plena епархии Калаорра-Ла Кальсада-и-Логроньо с 7 июля 1975 по 20 декабря 1976. Епископ Калаорра-Ла Кальсада-и-Логроньо с 20 декабря 1976 по 12 мая 1989. Епископ Ориуэла-Аликанте с 12 мая 1989 по 23 июня 1995. Архиепископ Толедо и примас Испании с 23 июня 1995 по 24 октября 2002. Кардинал-священник с титулом церкви Санта-Мария-Реджина-Пачис-а-Монте-Верде с 21 февраля 2001. Умер 5 января 2022 г. на 97-м году жизни.